# هوا ژیونگ
هوا ژیونگ ( ) (درگذشت ۱۹۱) یک ژنرال نظامی بود که در زمان سلسله هان شرقی چین تحت فرماندهی جنگ سالار دونگ ژئو خدمت می کرد. 